# Archipiélago de la Emperatriz Eugenia

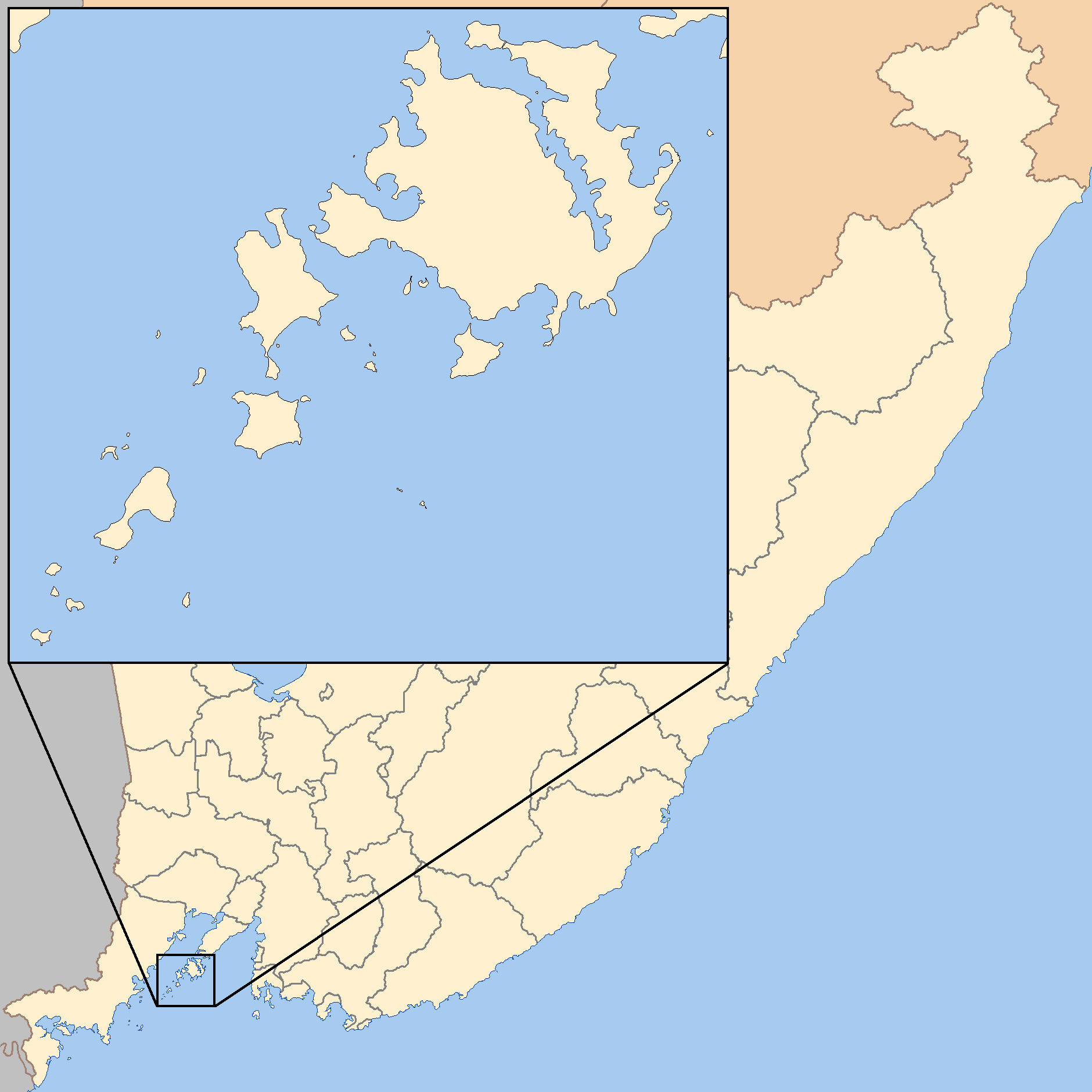
Ubicación del archipiélago de la Emperatriz Eugenia en el krai de Primorie.

El archipiélago de la Emperatriz Eugenia (Ruso: Архипелаг императрицы Евгении), conocido comúnmente como el archipiélago Eugenia, es un archipiélago de islas en el golfo de Pedro el Grande en el mar del Japón, frente a la costa sur del krai de Primorie, Rusia. El archipiélago tiene 6.810 habitantes (2005) y administrativamente forma parte de la ciudad de Vladivostok.

## Nombre
El archipiélago fue nombrado en honor a Eugenia de Montijo, la última Emperatriz de los Franceses, esposa de Napoleon III, por un marinero francés a mediados del siglo XIX. Dicho nombre no se usó durante el periodo soviético por motivos ideológicos, pero comenzó a usarse de nuevo en 1994.

## Geografía
El Archipiélago de la Emperatriz Eugenia está formado por cinco grandes islas: Isla Russky, Isla Popov, Isla Rikord, Isla Reyneke y Isla Shkot, así como un gran número de islas menores, incluyendo la Isla Ushi y la Isla Yelena. Una serie de islotes, pilas de mar y rocas más pequeñas salpican la costa de las islas. Russky, la isla más grande y más septentrional del archipiélago, se encuentra inmediatamente al sur de Vladivostok y separada de la ciudad por el Bósforo Oriental. En 2012, se completó el Puente Russki para conectar la isla Russki con el continente, y en 2013 se abrió un nuevo campus de la Universidad Federal del Extremo Oriente en la isla como parte de un desarrollo posterior. Shkot está conectada a Russki por un delgado istmo que forma un puente terrestre durante la marea baja.
El punto más alto en el archipiélago es monte Russkikh (291 m) en la isla Russky. Tres de las cuatro islas habitadas del krái de Primorie se encuentran en este archipiélago.

## Galería

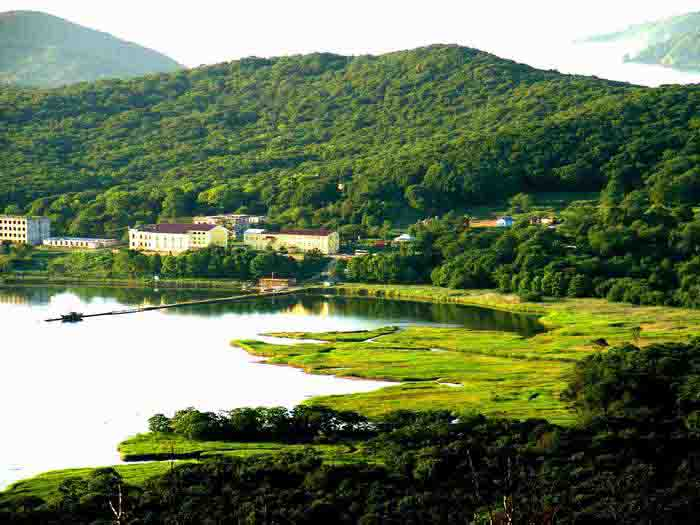
Isla Russki
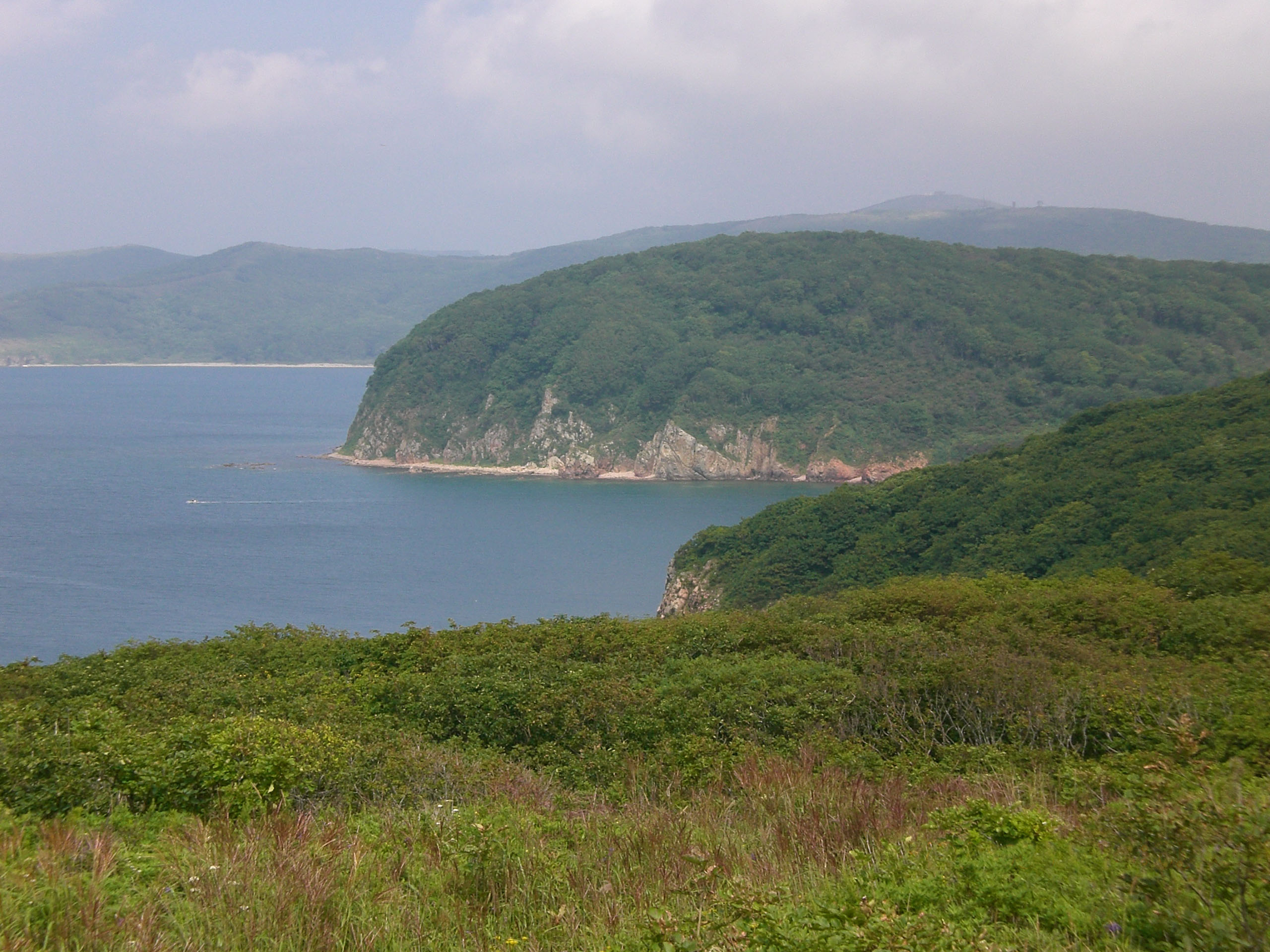
Isla Shkot
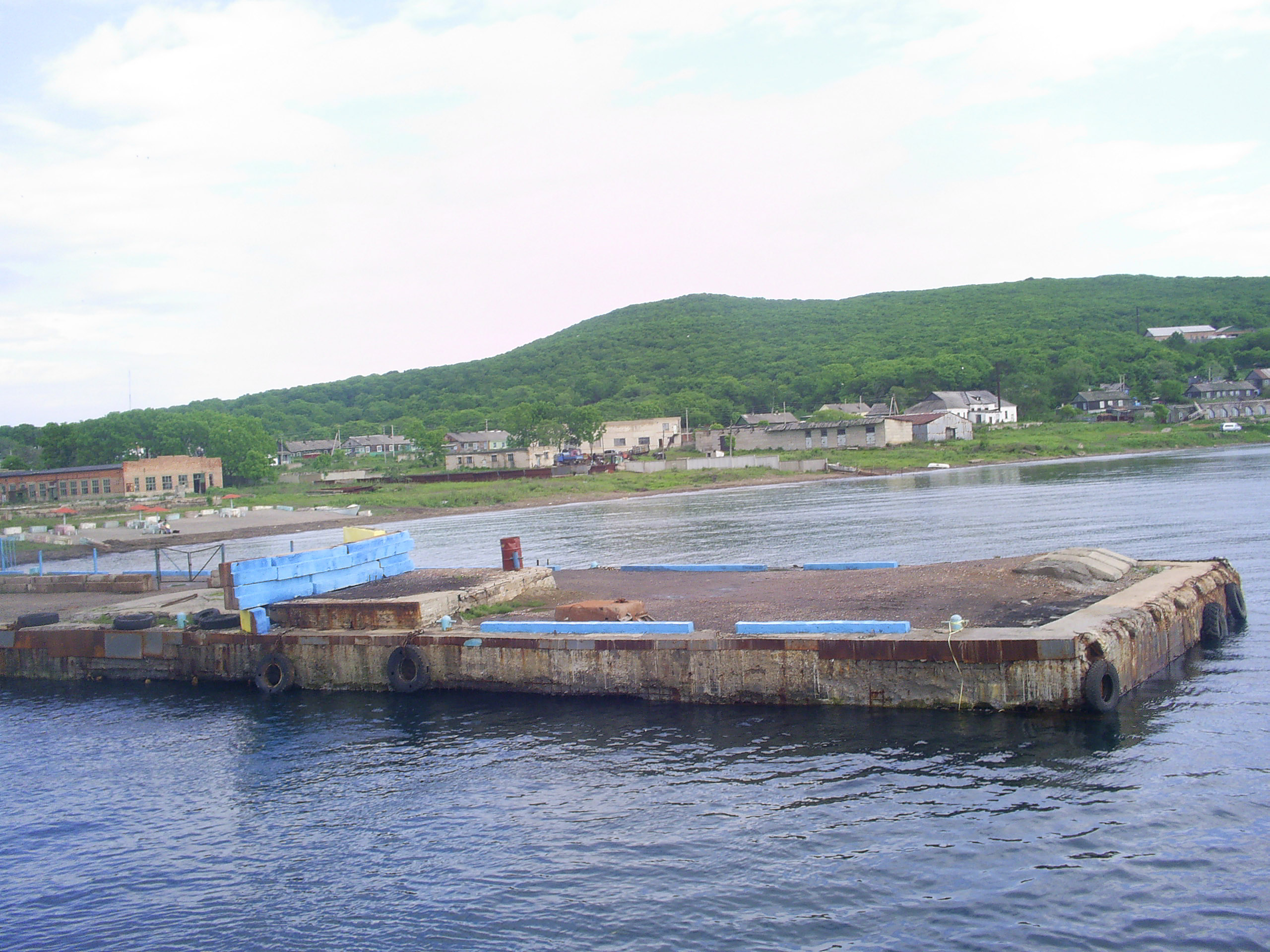
Isla Popov
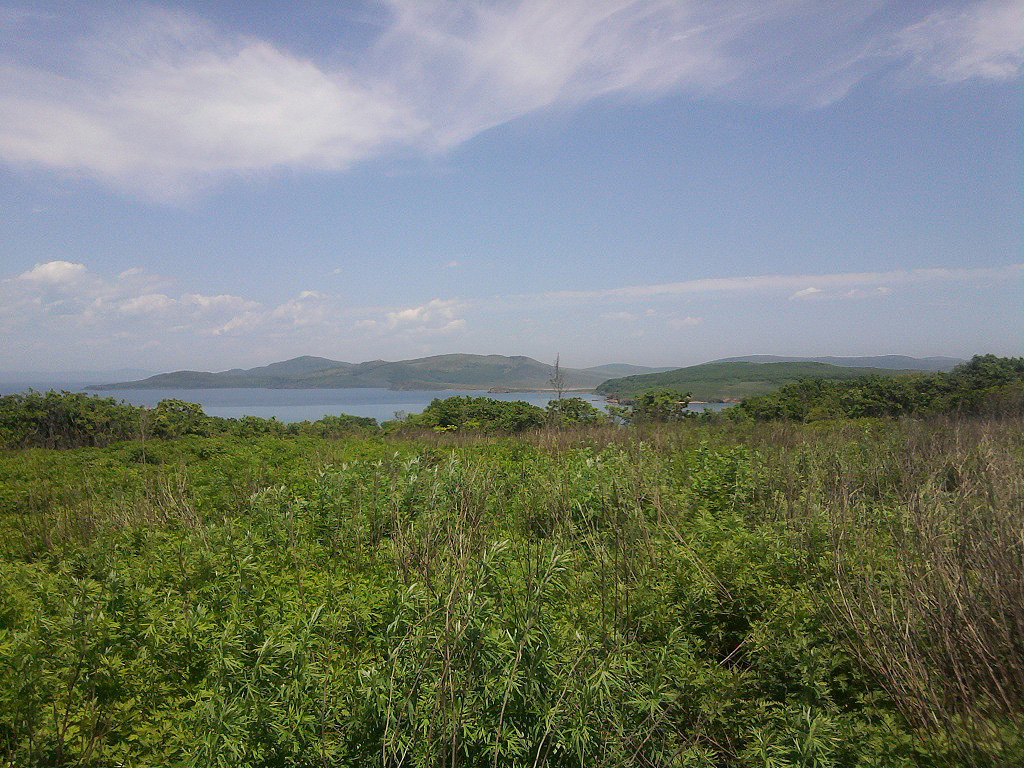
Isla Reyneke
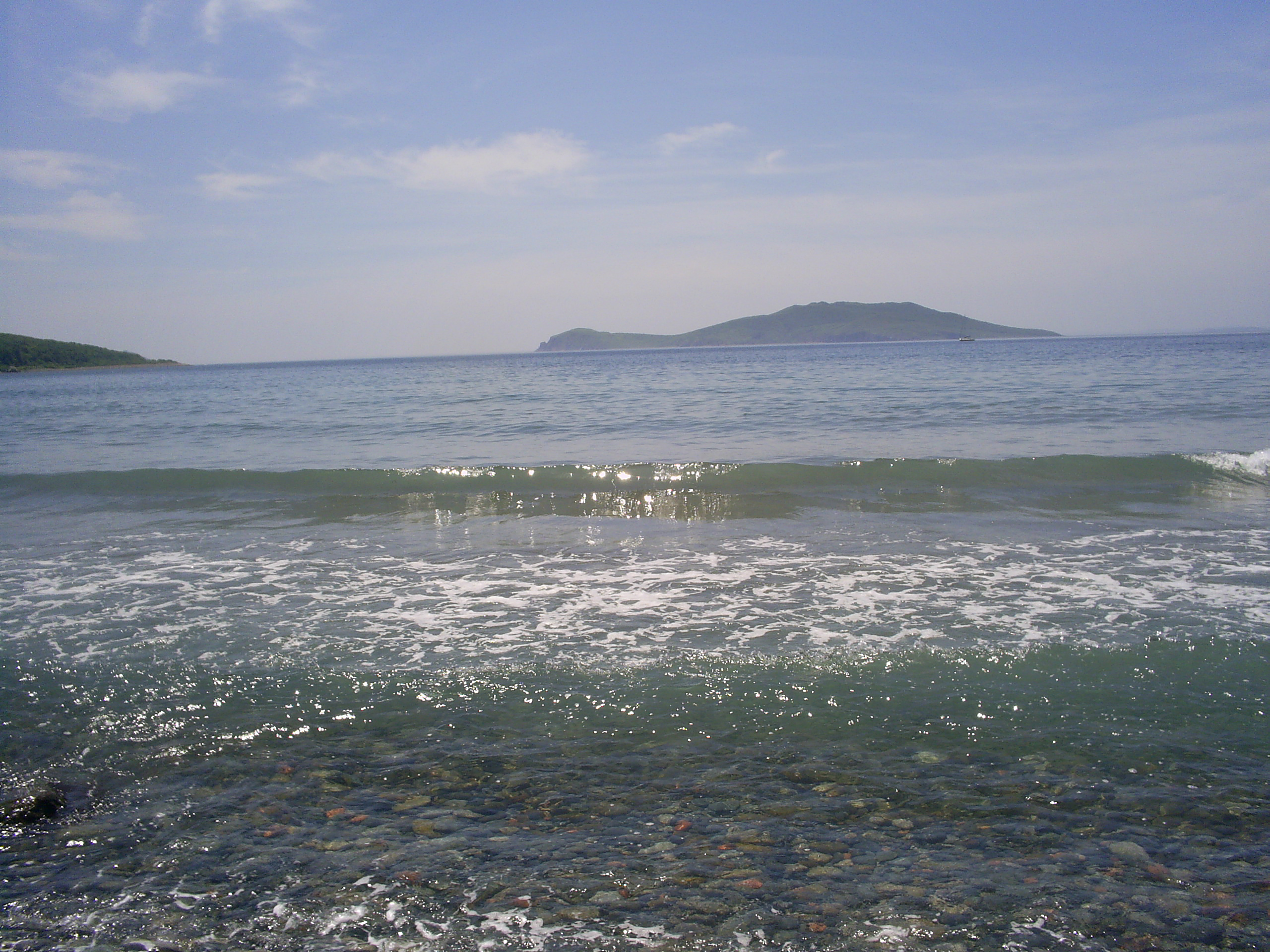
Isla Rikord